# 1.ª etapa del Tour de Francia 2021
La 1.ª etapa del Tour de Francia 2021 tuvo lugar el 26 de junio de 2021 entre Brest y Landerneau sobre un recorrido de 197,8 km y fue ganada por el francés Julian Alaphilippe del equipo Deceuninck-Quick Step, convirtiéndose a su vez en el primer líder de la prueba.

## Clasificación de la etapa
| Brest - Landerneau | etapa escarpada | (197,8 km) |

| \| Clasificación de la etapa \| Clasificación de la etapa \| Clasificación de la etapa \| Clasificación de la etapa \| Clasificación de la etapa \| \| Ciclista \| Ciclista \| Equipo \| Tiempo \| \| \| ------------------------- \| ------------------------- \| ------------------------- \| ------------------------- \| ------------------------- \| \| 1.º \| Julian Alaphilippe \| Deceuninck-Quick Step \| 4 h 39 min 05 s \| \| \| 2.º \| Michael Matthews \| BikeExchange \| + 8 s \| \| \| 3.º \| Primož Roglič \| Jumbo-Visma \| + 8 s \| \| \| 4.º \| Jack Haig \| Bahrain Victorious \| + 8 s \| \| \| 5.º \| Wilco Kelderman \| Bora-Hansgrohe \| + 8 s \| \| \| 6.º \| Tadej Pogačar \| UAE Team Emirates \| + 8 s \| \| \| 7.º \| David Gaudu \| Groupama-FDJ \| + 8 s \| \| \| 8.º \| Sergio Higuita \| EF Education-Nippo \| + 8 s \| \| \| 9.º \| Bauke Mollema \| Trek-Segafredo \| + 8 s \| \| \| 10.º \| Geraint Thomas \| Ineos Grenadiers \| + 8 s \| \| |                    |                       |                 |
| |                    |                       |                 |
| Fuente: ProCyclingStats |                    |                       |                 |
| Clasificación de la etapa |                    |                       |                 |
| Ciclista | Ciclista           | Equipo                | Tiempo          |
| 1.º | Julian Alaphilippe | Deceuninck-Quick Step | 4 h 39 min 05 s |
| 2.º | Michael Matthews   | BikeExchange          | + 8 s           |
| 3.º | Primož Roglič      | Jumbo-Visma           | + 8 s           |
| 4.º | Jack Haig          | Bahrain Victorious    | + 8 s           |
| 5.º | Wilco Kelderman    | Bora-Hansgrohe        | + 8 s           |
| 6.º | Tadej Pogačar      | UAE Team Emirates     | + 8 s           |
| 7.º | David Gaudu        | Groupama-FDJ          | + 8 s           |
| 8.º | Sergio Higuita     | EF Education-Nippo    | + 8 s           |
| 9.º | Bauke Mollema      | Trek-Segafredo        | + 8 s           |
| 10.º | Geraint Thomas     | Ineos Grenadiers      | + 8 s           |

## Clasificaciones al final de la etapa

### Clasificación general(Maillot Jaune)
| \| Clasificación general \| Clasificación general \| Clasificación general \| Clasificación general \| Clasificación general \| \| Ciclista \| Ciclista \| Equipo \| Tiempo \| \| \| --------------------- \| --------------------- \| --------------------- \| --------------------- \| --------------------- \| \| 1.º \| Julian Alaphilippe \| Deceuninck-Quick Step \| 4 h 38 min 55 s \| \| \| 2.º \| Michael Matthews \| BikeExchange \| + 12 s \| \| \| 3.º \| Primož Roglič \| Jumbo-Visma \| + 14 s \| \| \| 4.º \| Jack Haig \| Bahrain Victorious \| + 18 s \| \| \| 5.º \| Wilco Kelderman \| Bora-Hansgrohe \| + 18 s \| \| \| 6.º \| Tadej Pogačar \| UAE Team Emirates \| + 18 s \| \| \| 7.º \| David Gaudu \| Groupama-FDJ \| + 18 s \| \| \| 8.º \| Sergio Higuita \| EF Education-Nippo \| + 18 s \| \| \| 9.º \| Bauke Mollema \| Trek-Segafredo \| + 18 s \| \| \| 10.º \| Geraint Thomas \| Ineos Grenadiers \| + 18 s \| \| |                    |                       |                 |
| |                    |                       |                 |
| Fuente: ProCyclingStats |                    |                       |                 |
| Clasificación general |                    |                       |                 |
| Ciclista | Ciclista           | Equipo                | Tiempo          |
| 1.º | Julian Alaphilippe | Deceuninck-Quick Step | 4 h 38 min 55 s |
| 2.º | Michael Matthews   | BikeExchange          | + 12 s          |
| 3.º | Primož Roglič      | Jumbo-Visma           | + 14 s          |
| 4.º | Jack Haig          | Bahrain Victorious    | + 18 s          |
| 5.º | Wilco Kelderman    | Bora-Hansgrohe        | + 18 s          |
| 6.º | Tadej Pogačar      | UAE Team Emirates     | + 18 s          |
| 7.º | David Gaudu        | Groupama-FDJ          | + 18 s          |
| 8.º | Sergio Higuita     | EF Education-Nippo    | + 18 s          |
| 9.º | Bauke Mollema      | Trek-Segafredo        | + 18 s          |
| 10.º | Geraint Thomas     | Ineos Grenadiers      | + 18 s          |

### Clasificación por puntos(Maillot Vert)
| Clasificación por puntos | Clasificación por puntos | Clasificación por puntos | Clasificación por puntos | Clasificación por puntos |
| Ciclista                 | Ciclista                 | Equipo                   | Puntos                   |                          |
| ------------------------ | ------------------------ | ------------------------ | ------------------------ | ------------------------ |
| 1.º                      | Julian Alaphilippe       | Deceuninck-Quick Step    | 50 pts                   |                          |
| 2.º                      | Michael Matthews         | BikeExchange             | 43 pts                   |                          |
| 3.º                      | Ide Schelling            | Bora-Hansgrohe           | 20 pts                   |                          |
| 4.º                      | Primož Roglič            | Jumbo-Visma              | 20 pts                   |                          |
| 5.º                      | Jack Haig                | Bahrain Victorious       | 18 pts                   |                          |
| 6.º                      | Caleb Ewan               | Lotto-Soudal             | 17 pts                   |                          |
| 7.º                      | Wilco Kelderman          | Bora-Hansgrohe           | 16 pts                   |                          |
| 8.º                      | Peter Sagan              | Bora-Hansgrohe           | 15 pts                   |                          |
| 9.º                      | Tadej Pogačar            | UAE Team Emirates        | 14 pts                   |                          |
| 10.º                     | David Gaudu              | Groupama-FDJ             | 12 pts                   |                          |

### Clasificación de la montaña(Maillot à Pois Rouges)
| Clasificación de la montaña | Clasificación de la montaña | Clasificación de la montaña        | Clasificación de la montaña | Clasificación de la montaña |
| Ciclista                    | Ciclista                    | Equipo                             | Puntos                      |                             |
| --------------------------- | --------------------------- | ---------------------------------- | --------------------------- | --------------------------- |
| 1.º                         | Ide Schelling               | Bora-Hansgrohe                     | 3 pts                       |                             |
| 2.º                         | Julian Alaphilippe          | Deceuninck-Quick Step              | 2 pts                       |                             |
| 3.º                         | Anthony Perez               | Cofidis                            | 2 pts                       |                             |
| 4.º                         | Victor Campenaerts          | Qhubeka NextHash                   | 1 pt                        |                             |
| 5.º                         | Danny van Poppel            | Intermarché-Wanty-Gobert Matériaux | 1 pt                        |                             |
| 6.º                         | Michael Matthews            | BikeExchange                       | 1 pt                        |                             |

### Clasificación del mejor joven(Maillot Blanc)
| Clasificación del mejor joven | Clasificación del mejor joven | Clasificación del mejor joven | Clasificación del mejor joven | Clasificación del mejor joven |
| Ciclista                      | Ciclista                      | Equipo                        | Tiempo                        |                               |
| ----------------------------- | ----------------------------- | ----------------------------- | ----------------------------- | ----------------------------- |
| 1.º                           | Tadej Pogačar                 | UAE Team Emirates             | 4 h 39 min 13 s               |                               |
| 2.º                           | David Gaudu                   | Groupama-FDJ                  | + 0 s                         |                               |
| 3.º                           | Sergio Higuita                | EF Education-Nippo            | + 0 s                         |                               |
| 4.º                           | Jonas Vingegaard              | Jumbo-Visma                   | + 0 s                         |                               |
| 5.º                           | Lucas Hamilton                | BikeExchange                  | + 30 s                        |                               |
| 6.º                           | Brent Van Moer                | Lotto-Soudal                  | + 38 s                        |                               |
| 7.º                           | Mark Donovan                  | Team DSM                      | + 1 min 41 s                  |                               |
| 8.º                           | Joris Nieuwenhuis             | Team DSM                      | + 1 min 41 s                  |                               |
| 9.º                           | Stefan Bissegger              | EF Education-Nippo            | + 1 min 41 s                  |                               |
| 10.º                          | Nils Eekhoff                  | Team DSM                      | + 1 min 49 s                  |                               |

### Clasificación por equipos(Classement par Équipe)
| Clasificación por equipos | Clasificación por equipos | Clasificación por equipos | Clasificación por equipos |
| Equipo                    | Equipo                    | Tiempo                    |                           |
| ------------------------- | ------------------------- | ------------------------- | ------------------------- |
| 1.º                       | Jumbo-Visma               | 13 h 57 min 44 s          |                           |
| 2.º                       | Astana-Premier Tech       | + 0 s                     |                           |
| 3.º                       | Team BikeExchange         | + 25 s                    |                           |
| 4.º                       | Trek-Segafredo            | + 38 s                    |                           |
| 5.º                       | Bahrain Victorious        | + 41 s                    |                           |
| 6.º                       | Deceuninck-Quick Step     | + 1 min 28 s              |                           |
| 7.º                       | EF Education-Nippo        | + 1 min 36 s              |                           |
| 8.º                       | Ineos Grenadiers          | + 2 min 08 s              |                           |
| 9.º                       | Movistar Team             | + 3 min 17 s              |                           |
| 10.º                      | Team DSM                  | + 3 min 25 s              |                           |

## Abandonos
Debido a un par de caídas durante la etapa, no completaron la misma Jasha Sütterlin, Cyril Lemoine e Ignatas Konovalovas.